# Abagrotis alcandola
Abagrotis alcandola är en fjärilsart som beskrevs av Smith 1908. Abagrotis alcandola ingår i släktet Abagrotis och familjen nattflyn. Inga underarter finns listade i Catalogue of Life.